# ABI3
ABI3 (англ. ABI family member 3) – білок, який кодується однойменним геном, розташованим у людей на короткому плечі 17-ї хромосоми. Довжина поліпептидного ланцюга білка становить 366 амінокислот, а молекулярна маса — 39 035.
| 10         |  | 20         |  | 30         |  | 40         |  | 50         |
| ---------- |  | ---------- |  | ---------- |  | ---------- |  | ---------- |
| MAELQQLQEF |  | EIPTGREALR |  | GNHSALLRVA |  | DYCEDNYVQA |  | TDKRKALEET |
| MAFTTQALAS |  | VAYQVGNLAG |  | HTLRMLDLQG |  | AALRQVEARV |  | STLGQMVNMH |
| MEKVARREIG |  | TLATVQRLPP |  | GQKVIAPENL |  | PPLTPYCRRP |  | LNFGCLDDIG |
| HGIKDLSTQL |  | SRTGTLSRKS |  | IKAPATPASA |  | TLGRPPRIPE |  | PVHLPVVPDG |
| RLSAASSAFS |  | LASAGSAEGV |  | GGAPTPKGQA |  | APPAPPLPSS |  | LDPPPPPAAV |
| EVFQRPPTLE |  | ELSPPPPDEE |  | LPLPLDLPPP |  | PPLDGDELGL |  | PPPPPGFGPD |
| EPSWVPASYL |  | EKVVTLYPYT |  | SQKDNELSFS |  | EGTVICVTRR |  | YSDGWCEGVS |
| SEGTGFFPGN |  | YVEPSC     |  |            |  |            |  |            |

A: Аланін

C: Цистеїн

D: Аспарагінова кислота

E: Глутамінова кислота

F: Фенілаланін

G: Гліцин

H: Гістидин

I: Ізолейцин

K: Лізин

L: Лейцин

M: Метіонін

N: Аспарагін

P: Пролін

Q: Глутамін

R: Аргінін

S: Серин

T: Треонін

V: Валін

W: Триптофан

Кодований геном білок за функцією належить до фосфопротеїнів. 
Задіяний у такому біологічному процесі, як альтернативний сплайсинг. 
Локалізований у цитоплазмі.